# Альбертова привилегия
Альбертова привилегия — привилегия, данная первым феодальным сеньором Риги епископом Альбертом из рода Буксгевденов иноземным торговцам в 1211 году.
В соответствии с пунктами подписанной епископом привилегии иностранные купцы были избавлены от необходимости выплачивать какие бы то ни было таможенные пошлины. Другими словами, им не приходилось платить за ввоз товара на территорию Риги и на вывоз товара за её территорию. 
В привилегии было прописано освобождение торговцев от необходимости подчиняться береговому праву, то есть они могли требовать себе тот товар, который был прибит к берегу в результате крушения купеческого судна. 
Важным пунктом привилегии Альберта явлился пункт об освобождении иностранцев от необходимости проходить в условиях судебного спора испытания калёным железом. Смысл этого испытания заключался в том, что в ходе судебной тяжбы в целях её скорейшего разрешения истец и ответчик должны были взять в руки раскалённое железо — в результате победу одерживал тот, у кого быстрее заживал ожог.  
Также купцов, приезжавших торговать из чужой страны, согласно пунктам привилегии, местные власти более не могли принудить к участию в судебных поединках, смысл которых в чём-то копировал смысл испытания железом: для установления судебной истины судья в самых спорных ситуациях мог объявить о начале судебной дуэли, в результате которой победитель забирал спорный товар. 
Дискриминационная ориентированность торговых правил исключительно на чужеземных коммерсантов действовала до 1225 года, когда политический противник епископа папский легат Вильгельм Моденский распространил действие Альбертовой привилегии на рижских бюргеров.